# Хедвиг София фон Липе-Браке
Хедвиг София фон Липе-Браке (на немски: Hedwig Sophie zur Lippe-Brake; * 20 февруари 1669, Браке в Лемго; † 5 април 1738, Берлебург) е графиня от Липе-Браке и чрез женитба графиня на Сайн-Витгенщайн-Берлебург.

## Произход
Тя е дъщеря на граф Казимир фон Липе-Браке (1627 – 1700) и съпругата му графиня Анна Амалия фон Сайн-Витгенщайн-Хомбург (1641 – 1685), дъщеря на граф Ернст фон Сайн-Витгенщайн-Хомбург (1599 – 1649) и графиня Елизабет фон Сайн-Витгенщайн (1609 – 1641). Сестра е на граф Руфолф фон Липе-Браке (1664 – 1707) и на Кристина Мария (1673 – 1732), омъжена 1695 г. за граф Фридрих Мориц фон Бентхайм-Текленбург (1653 – 1710).
Хедвиг София фон Липе-Браке умира на 5 април 1738 г. на 69 години в Берлебург.

## Фамилия
Хедвиг София фон Липе-Браке се омъжва на 27 октомври 1685 г. в Браке в Лемго за граф Лудвиг Франц (* 17 април 1660; † 25 ноември 1694), граф на Сайн-Витгенщайн-Берлебург, единственият син на граф Георг Вилхелм фон Сайн-Витгенщайн-Берлебург (1636 – 1684) и първата му съпруга маркиза Амели Маргерит де Ла Плац (1635 – 1669). Лудвиг Франц умира на 25 ноември 1694 г. в Берлебург на 34 години. Те имат шест деца:
- Казимир (* 31 януари 1687, Берлебург; † 5 юни 1741, Берлебург), граф на Сайн-Витгенщайн-Берлебург, господар на Хомбург, Фалендар и Ноймаген, женен I. на 18 февруари 1711 г. във Вехтерсбах за графиня Мария Шарлота фон Изенбург-Бюдинген-Вехтерсбах (1687 – 1716), II. на 6 май 1717 г. в Еберсдорф за графиня Естер Мария Поликсена фон Вурмбранд-Щупах (1696 – 1755)[5]
- София Флорентина (* 4 април 1688; † 16 юни 1745), омъжена на 19 ноември 1712 г. за граф Хайнрих Албрехт Сайн-Витгенщайн-Хоенщайн (1658 – 1723), син на граф Густав фон Сайн-Витгенщайн-Хоенщайн-Клетенберг (1633 – 1700) и маркиза Анна де Ла Плац (1634 – 1705)

- Мария Амалия (* 4 септември 1689; † 30 април/1 май 1742)
- Шарлота Хенриета (* 30 януари 1691; † 7 май 1691)
- Карл Вилхелм (* 4 април 1693, Берлебург; † 18 януари 1749, Реда), граф на Сайн-Витгенщайн в Карлсбург-Реда, женен I. на 28 декември 1727 г. за графиня Йохана Луиза фон Бентхайм-Текленбург (1696 – 1735), II. 21 ноември 1737 г. за графиня Шарлота Луиза Хенкел фон Донерсмарк (1709 – 1784)
- Лудвиг Франц (* 13 септември 1694, Берлебург; † 24 февруари 1750, Берлебург), граф на Сайн-Витгенщайн-Берлебург в Лудвигсбург, женен на 17 март 1722 г. в Барут за графиня Хелена Емилия фон Золмс-Барут (1700 – 1750)